# Dolní Libchava
Dolní Libchava (německy Nieder Liebich) je vesnicí, která byla připojena k městu Česká Lípa v roce 1964. Vesnice je západně od města a vede přes ní silnice mezi Českou Lípou a Děčínem. Souvislou výstavbou domů při spojovací silnici se stala součástí města.

## Historie
Nejstarší informace o existenci vesničky pochází z roku 1371. Po třicetileté válce patřila Řádu maltézských rytířů společně s celým hornolibchavským panstvím. Sídlo panství bylo na zámečku v Horní Libchavě. Dolní Libchava a Horní Libchava byly a jsou spojeny prašnou cestou. Místní vesničané se zabývali chovem dobytka a zemědělstvím, od 19. století za prací dojížděli hlavně do nedaleké České Lípy.

## Školství

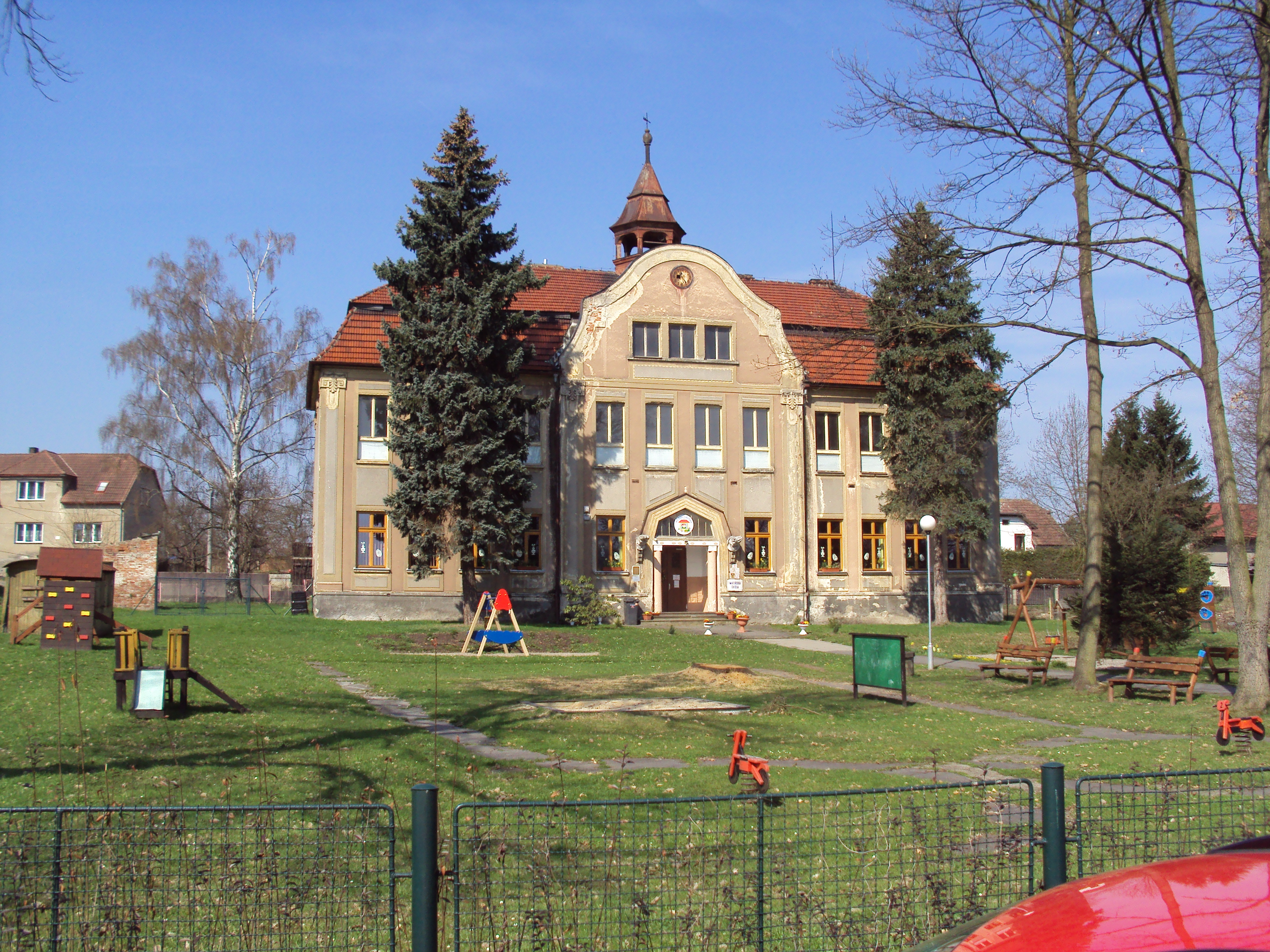
Mateřská školka

První zprávy o existenci školy ve vsi jsou z roku 1670. V letech 1847–1848 byla postavena nová dvoutřídka, o 60 let později byla přestavěna. Po druhé světové válce byla budova opravena a stala se z ní trojtřídka. Nyní je zde mateřská školka, odloučené pracoviště MŠ Arbesova v České Lípě.

## Další informace

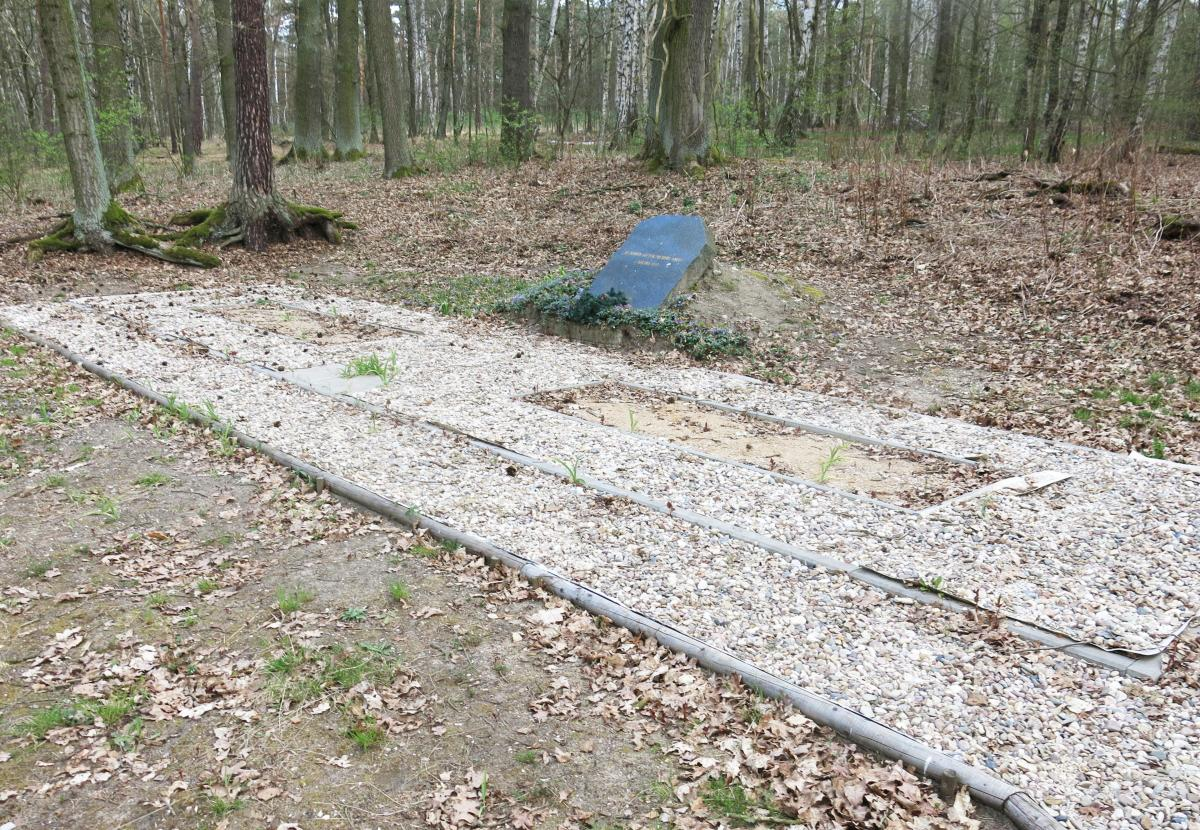
Ruský hrob

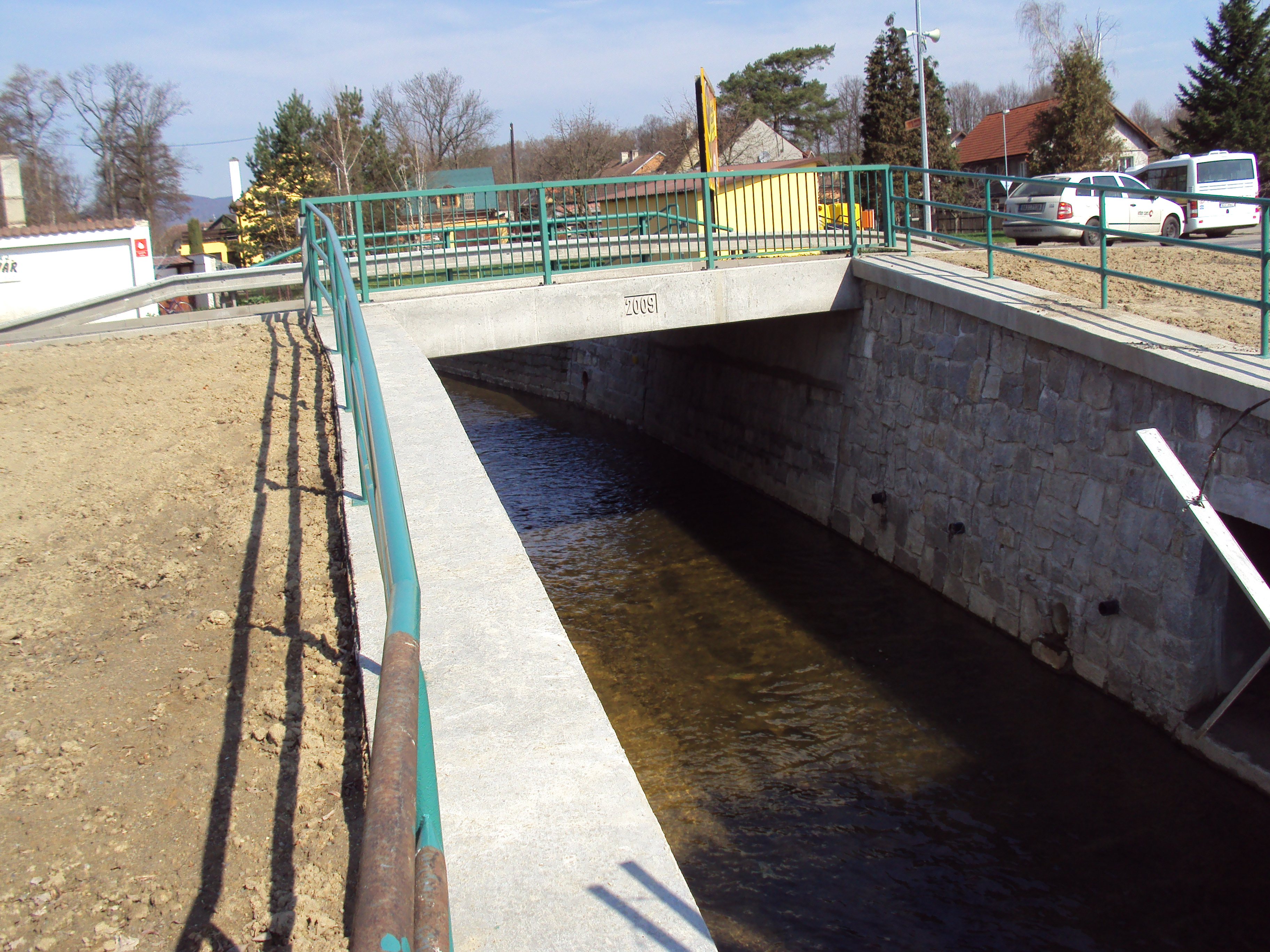
Most přes Šporku

- Kolem roku 1910 byl ve vsi Schiffnerův zájezdní hostinec, ovšem jeho empírová fasáda byla pozdější přestavbou zničena. Celkem byly ve vsi hostince čtyři.
- Hlavní silniční most přes potok Šporka byl zrenovován. Šporka tudy protéká od Horní Libchavy směrem do Dubice na okraji České Lípy, kde se vlévá zprava do Ploučnice a je zde regulovaným tokem.
- U hřbitova je zrenovovaný památník padlým z I. světové války[3]
- Ve vsi jsou drobné sakrální stavby (kříže na zděných podstavcích), které byly po roce 2000 zrenovovány

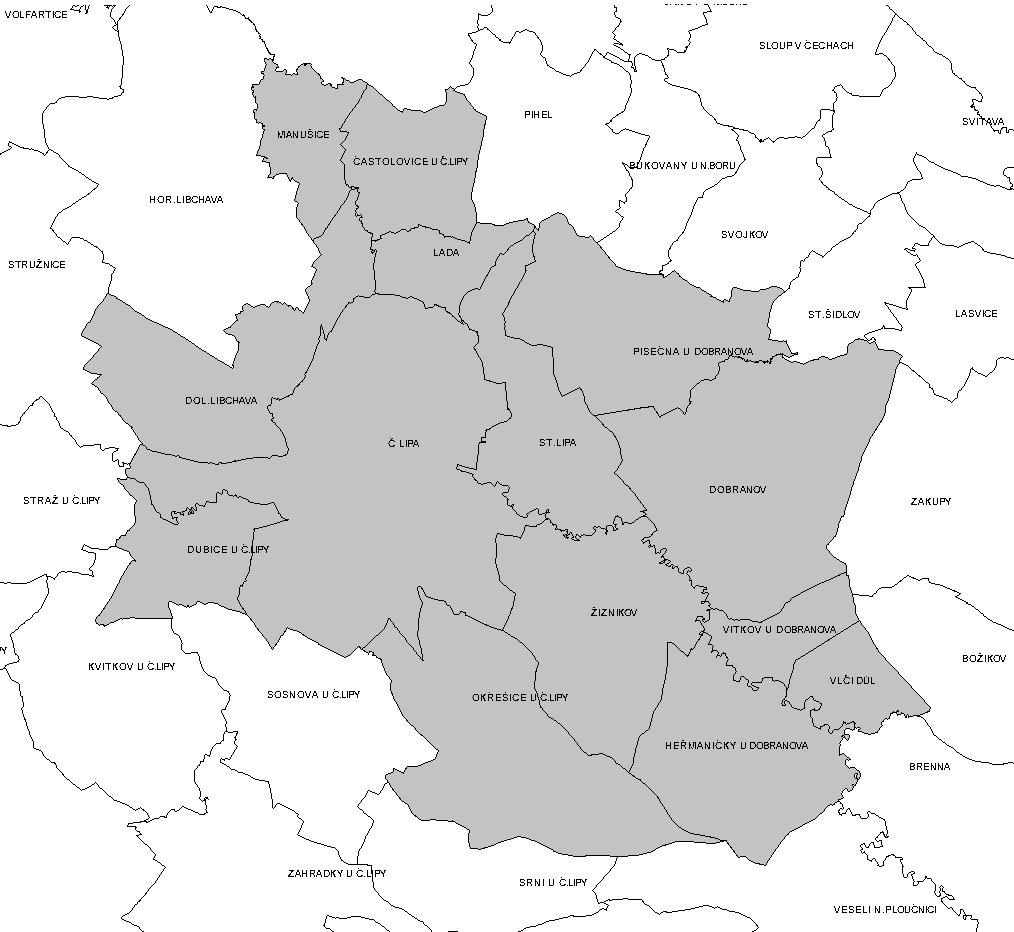
Katastrální členění České Lípy

- Poštou připadá do České Lípy 3, PSČ je 47003. Ve vsi je 147 adres.
- Bylo zde sídlo jednoho z okresních poskytovatelů Internetu CL-NET, také podniku Zemědělské stavby a okresní veterinární středisko.
- V roce 1970 při sčítání lidu zde bylo 610 obyvatel, 120 domů, z toho 104 rodinných domků.[4]

- Nedaleko obce je v lese největší masový hrob na Českolipsku. Je v něm pohřbeno 39 ruských zajatců z pochodu smrti na jaře 1945.[5]

## Fotbalisté
- Ve vsi je fotbalové hřiště. Fotbalový tým mužů zakončil sezonu 2010/2011 v II. třídě okresu Česká Lípa na 1. místě čtrnáctičlenné tabulky.[6]. O rok později stejnou soutěž zakončili sedmí.[7]

## Doprava
Mimo hlavní, dopravně exponované Děčínské ulice jsou zde čtyři další místní ulice. Ulicí U Šporky vede turistická žlutě značená cesta do Horní Libchavy. Zajíždí sem z České Lípy autobusová linka č.205 MHD provozované BusLine a zastavuje zde meziměstská doprava ČSAD Česká Lípa. Vlak zde nejezdí.